# Rafael Jaén Rodríguez
Rafael Jaén Rodríguez (Córdoba, España, 3 de enero de 1949) es un exfutbolista español que se desempeñaba como centrocampista.

## Clubes
| Club          | País   | Año       |
| ------------- | ------ | --------- |
| Córdoba C. F. | España | 1967-1970 |
| Granada C. F. | España | 1970-1974 |
| Sevilla F. C. | España | 1974-1979 |
| Levante U. D. | España | 1979-1980 |